# سالي غونيل
سالي جاين جانيت غونيل (بالإنجليزية: Sally Jane Janet Gunnell) هي عدائة قفز حواجز بريطانية ولدت في يوم 29 يوليو 1966 في بلدة تشيغويل في إسكس في انجلترا، أبرز إنجازاتها كان تحقيقها الميدالية الذهبية في دورة الألعاب الأولمبية الصيفية 1992 في برشلونة في سباق 400 متر حواجز، كما فازت بالميدالية البرونزية مع الفريق البريطاني في سباق 4×400 متر تتابع، فازت أيضاً بالميدالية الذهبية في بطولة العالم لألعاب القوى 1993 في شتوتغارت، وفازت بالميدالية الفضية في ببطولة العالم لألعاب القوى 1991 في طوكيو، وفازت بميداليات أخرى في دورة ألعاب الكومنولث وبطولة أوروبا لألعاب القوى وألعاب الإحسان.

## روابط خارجية
- سالي غونيل على موقع IMDb (الإنجليزية)
- سالي غونيل على موقع الاتحاد الدولي لألعاب القوى (الإنجليزية)
- سالي غونيل على موقع اللجنة الأولمبية الدولية (الإنجليزية)
- سالي غونيل على موقع أوليمبيديا (الإنجليزية)
- سالي غونيل على موقع اللجنة الأولمبية البريطانية (الإنجليزية)